# کریونیا (استان روسه)
کریونیا (به بلغاری: Krivnya) یک منطقهٔ مسکونی در بلغارستان است که در استان روسه واقع شده‌است.
 کریونیا  ۵۳۶ نفر جمعیت دارد و ۱۵۰ متر بالاتر از سطح دریا واقع شده‌است.